# Melody Anderson

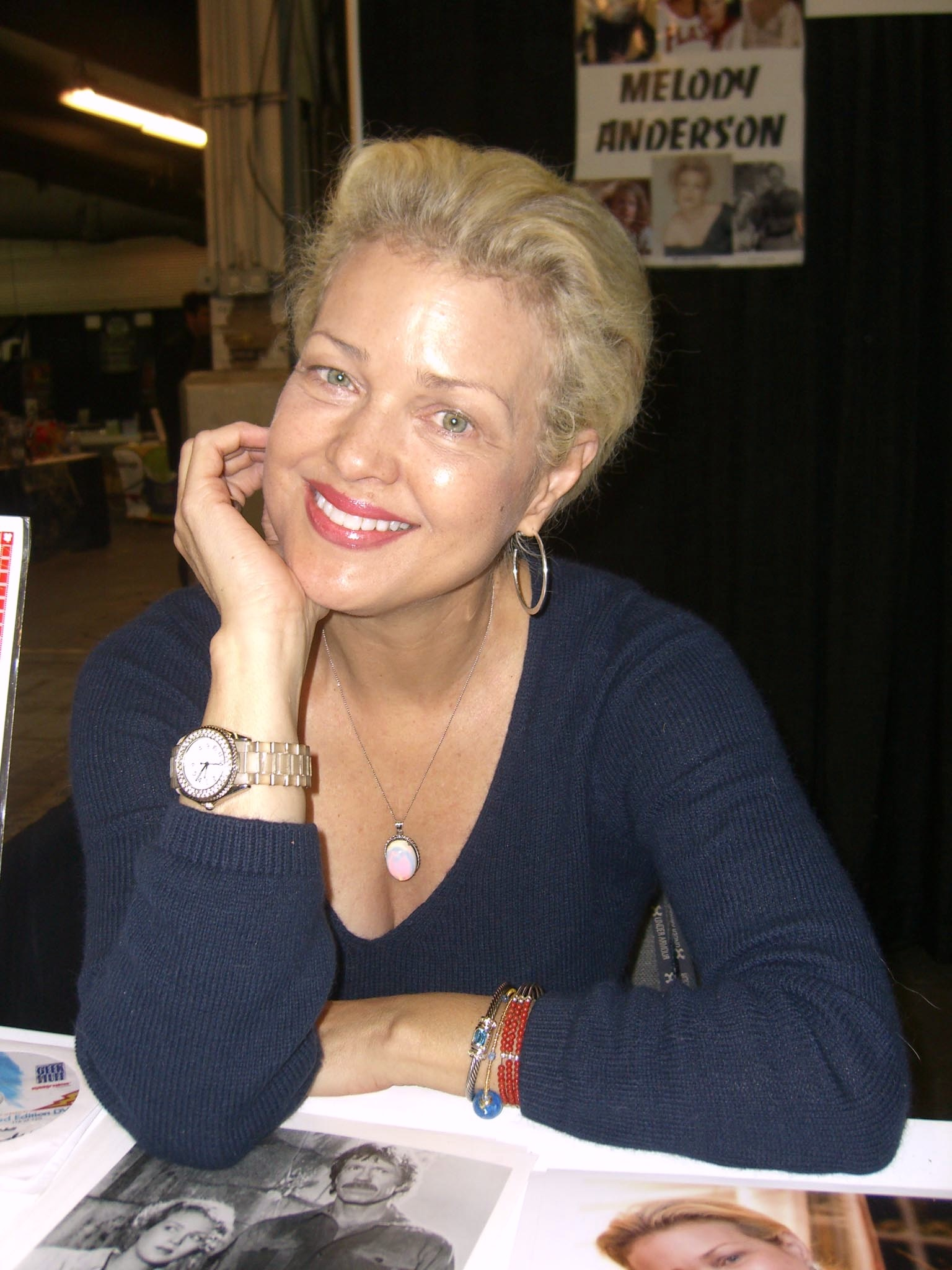

Melody Anderson (Edmonton, Canadá, 3 de Dezembro de 1955) é uma actriz canadense. Com um mestrado em trabalho social, apareceu no primeiro catálogo de 1977 da Victoria Secret. É conhecida pelos papéis nos filmes Flash Gordon (1980) e Firewalker (1986). 
Afastada das atuações desde 1995, a sua última aparição pública foi em outubro de 2009 no Big Apple Comic.

## Filmografia
| Ano       | Titulo                            | Papel                        | Notas                                               |
| --------- | --------------------------------- | ---------------------------- | --------------------------------------------------- |
| 1980      | Flash Gordon                      | Dale Arden                   |                                                     |
| 1981      | Dead & Buried                     | Janet Gillis                 | aka Dead and Buried (UK)                            |
| 1983      | Manimal                           | Brooke Mackenzie             | série de TV                                         |
| 1986      | The Boy in Blue                   | Dulcie                       | aka Race des champions, La (Canada: título francês) |
| 1986      | Firewalker                        | Patricia Goodwin             |                                                     |
| 1989      | Speed Zone!                       | Lea Roberts                  | aka Cannonball Fever (Australia)                    |
| 1991      | Under Surveillance                |                              |                                                     |
| 1992      | Landslide                         | Clair Trinavant              |                                                     |
| 1992-1993 | All My Children                   | Natalie Marlowe/Janet Dillon | papel de contrato                                   |
| 1993      | Marilyn & Bobby: Her Final Affair | Marilyn Monroe               |                                                     |